# Witold Kawecki (inżynier)
Witold Kawecki (ur. 18 marca 1931 w Tuszynie, zm. 23 lipca 2016) – inżynier, przedsiębiorca, działacz społeczny.
Założyciel spółki Promag S.A., wieloletni Przewodniczący Zarządu Oddziału w Poznaniu i Zarządu Głównego Stowarzyszenia Inżynierów Mechaników Polskich (SIMP).

## Życiorys
Witold Kawecki urodził się 18 marca 1931 roku w Tuszynie koło Łodzi. Naukę rozpoczął w 1937 roku w Turku, gdzie jego ojciec, Antoni Kawecki, przed II wojną światową pełnił funkcję burmistrza miasta (w 1981 roku za zasługi dla miasta został jego honorowym obywatelem). W latach 1948–1952 studiował na Wydziale Mechanicznym Politechniki Gdańskiej, gdzie uzyskał tytuł inżyniera. Na podstawie nakazu pracy, w 1952 roku został zatrudniony w Poznańskiej Fabryce Maszyn Żniwnych. W 1953 roku podjął studia magisterskie na Politechnice Wrocławskiej na Wydziale Mechanicznym. Ukończył je uzyskując dyplom magistra inżyniera w 1955 roku. Do pracy w Poznańskiej Fabryce Maszyn Żniwnych wrócił w 1954 roku obejmując funkcję Kierownika Laboratorium Centralnego. W 1960 roku przeniósł się do Poznańskiej Fabryki Łożysk Tocznych, gdzie został Kierownikiem Wydziału Obróbki Cieplnej. Do pracy w Poznańskiej Fabryce Maszyn Żniwnych powrócił w 1965 roku obejmując stanowisko Kierownika Działu Postępu Technicznego. W październiku 1966 roku przeszedł do pracy w Biurze Projektowo-Technologicznym Przemysłu Maszyn Rolniczych „Biprotech”. Od kwietnia 1975 roku rozpoczął pracę w Instytucie Gospodarki Magazynowej w Poznaniu jako Zastępca Dyrektora ds. Technicznych.
Zdając sobie sprawę z zacofania gospodarki magazynowej w Polsce i braku producentów sprzętu magazynowego i transportu wewnętrznego, Witold Kawecki zorganizował dobrowolne Zrzeszenie Producentów Sprzętu Transportu Wewnętrznego i Magazynowania. W lutym 1982 roku powstało Zrzeszenie Producentów, którego Witold Kawecki został dyrektorem. W 1989 po likwidacji Zrzeszenia i powstaniu spółki „Promag” pełnił w niej funkcję Prezesa i Dyrektora Naczelnego, a w 1998 roku po przejściu na emeryturę został wybrany na Przewodniczącego Rady Nadzorczej. Dzięki jego staraniom na początku lat 90. „Promag” stał się przedsiębiorstwem o zasięgu ogólnopolskim.
Od 1955 roku Witold Kawecki działał w SIMP. Z chwilą przyjęcia został członkiem Zarządu Koła, a od 1956 roku był przewodniczącym Zarządu Koła przy Poznańskiej Fabryce Maszyn Żniwnych. Od 1957 roku wybierany był do Zarządu Oddziału SIMP w Poznaniu. W latach 1965–1969 pełnił funkcję Zastępcy Przewodniczącego, a od 1969 do 1989 funkcję Przewodniczącego Zarządu Oddziału. W Zarządzie Głównym SIMP był od 1963 roku do 1990 roku. Przez wiele lat pełnił funkcję Zastępcy Przewodniczącego Zarządu Głównego SIMP. Pracował również czynnie w Naczelnej Organizacji Technicznej (NOT), w której był, w latach 1976–1992, Wiceprezesem Rady Oddziału Wojewódzkiego w Poznaniu, zaś od 1967 roku przez kilka kadencji członkiem Rady Głównej NOT w Warszawie. Był autorem wielu artykułów i referatów a także organizatorem licznych konferencji naukowo-technicznych.

## Działalność społeczna
Witold Kawecki w okresie nauki angażował się w pracę społeczną początkowo w Związku Harcerstwa Polskiego pełniąc funkcję drużynowego (1945–1947), a następnie (1947–1949) był członkiem Komendy Hufca Gdańsk-Wrzeszcz i zajmował się sprawami finansowo-gospodarczymi. W 1950 roku zorganizował i prowadził Koło Naukowo-Samochodowe przy Wydziale Mechanicznym Politechniki Gdańskiej. W 1969 roku wyszedł z inicjatywą odbudowy zamku w Rydzynie z przeznaczeniem na Ośrodek Szkoleniowy i Dom Pracy Twórczej Stowarzyszenia Inżynierów i Techników Mechaników Polskich. Przez 20 lat przewodniczył Społecznemu Komitetowi Odbudowy Zamku w Rydzynie. Do 1978 roku z upoważnienia Zarządu Głównego SIMP pełnił funkcję szefa odbudowy; organizował i nadzorował prace projektowe, budowlane, inspirował czyny społeczne, zabiegał o środki finansowe. Pierwszy etap odbudowy zamku został ukończony w 1977 roku.

## Odznaczenia
Witold Kawecki za swoją działalność zawodową i społeczną otrzymał wiele odznaczeń państwowych, regionalnych i stowarzyszeniowych. Najważniejsze to Srebrny Krzyż Zasługi, Krzyż Kawalerski i Komandorski Orderu Odrodzenia Polski oraz resortowe brązowy i srebrny Medal za Zasługi dla Obronności Kraju, Medal Komisji Edukacji Narodowej, odznakę Zasłużony Działacz Kultury, regionalne odznaki Województwa Poznańskiego i za zasługi dla Województwa Leszczyńskiego oraz Odznakę Honorową miasta Poznania i miasta Piła, Złote Odznaki NOT i SIMP oraz Honorową Odznakę SIMP im. H. Mierzejewskiego.
Był członkiem honorowym SIMP od 1976 roku, członkiem honorowym Towarzystwa Miłośników Rydzyny (nr 2 z 1973 r.) oraz Honorowym Przewodniczącym Zarządu Oddziału SIMP w Poznaniu od 1990 roku.